# Union City, Georgia
Union City är en stad (city) i Fulton County, i delstaten Georgia, USA. Enligt United States Census Bureau har staden en folkmängd på 20 079 invånare (2011) och en landarea på 49,5 km².